# Латвийская музыкальная академия имени Язепа Витола
Латвийская музыкальная академия имени Язепа Витола (латыш. Jāzepa Vītola Latvijas Mūzikas akadēmija) — государственное высшее музыкальное учебное заведение в столице Латвии — Риге.
С 1919 по 1940 год именовалась Латвийской консерваторией, с 1940 по 1991 — Латвийской государственной консерваторией. В 1958 году Латвийской государственной консерватории было присвоено имя латвийского композитора Язепа Витола.

## История
Латвийская музыкальная академия (на тот момент Латвийская консерватория) была основана в качестве музыкального учебного учреждения классического типа в 1919 году композиторами Язепом Витолом, Николаем Алунаном, Павулом Юрьяном и скрипачом Янисом Лаздиньшем. За основу была взята модель Санкт-Петербургской консерватории, профессором которой до 1918 года был Язеп Витол. Официальное открытие состоялось 11 января 1920 года.
Структурно консерватория была разделена на два курса — младший, куда принимали с 13 лет, и старший, выпускники которого получали, в зависимости от успехов, аттестат или диплом об окончании и звание свободного художника. Позднее, в 1940-е годы, на базе младшего курса, были созданы средняя специальная музыкальная школа имени Эмиля Дарзиня и музыкальное училище имени Язепа Медыня.
На момент открытия консерватории было пять факультетов: теории композиции и органа, пения, фортепиано, струнных инструментов, духовых инструментов.
После Второй мировой войны в Латвийской консерватории были открыты новые отделения — хорового дирижирования (1944), музыковедения (1947), музыкально-педагогическое (1960), культпросветработников (1967), хореографическое (1977). После реорганизации Государственного театрального института Латвийской ССР был создан театральный факультет с актёрским и режиссёрским отделениями (1951). Открывались отделения, готовившие специалистов других творческих профессий — руководителей самодеятельных коллективов, руководителей эстрадных оркестров, режиссёров телевидения; также был создан класс дирижёров военных оркестров.
В конце 1980-х годов в консерватории действовали три факультета: фортепиано и оркестровых инструментов, дирижирования и вокального искусства, культуры и искусствознания; 11 отделений: фортепиано, струнных инструментов, духовых инструментов, ударных инструментов, хорового дирижирования, музыкально-педагогическое, вокальное, дирижирования симфоническим и оперным оркестром, композиции, музыковедения, театрального искусства, культпросветработников.
На сегодняшний день в академии обучается около 600 студентов, преподают 22 профессора, 25 ассоциативных профессора, 35 доцентов. Занятия проходят на кафедрах: джазовой музыки, хоровых дирижёров, оркестровых дирижёров, клавишных инструментов, фортепиано, камерной музыки, концертмейстеров, струнных инструментов, духовых инструментов, вокальной, оперного пения, музыкально-педагогической, композиции, музыкознания, старинной музыки, хореографической, гуманитарной.
Музыкальная академия располагает собственной библиотекой, ровесницей консерватории. Библиотека входит в Латвийскую ассоциацию академических библиотек и разделена на три отдела: нотный, книжный и отдел аудиовизуальных записей. Для студентов оборудован читальный зал. Интересен факт, что более шестидесяти лет работой библиотеки руководила Альдона Йозуус (1908—1991) — дочь второго ректора консерватории Пауля Йозууса.
Гимном академии является песня Язепа Витолса «Gaismas pils».

## Ректоры
- 1919—1935 — Язепс Витолс
- 1935—1937 — Пауль Йозуус
- 1937—1944 — Язепс Витолс
- 1944—1948 — Алфредс Калниньш
- 1948—1950 — Екабс Медыньш
- 1951—1977 — Янис Озолиньш
- 1977—1990 — Имантс Кокарс
- 1990—2007 — Юрис Карлсонс
- 2007—2017 — Артис Симанис
- 2017—2024 — Гунтарс Пранис
- С 2024 года — Илона Мейя (и.о. ректора)

## Академические коллективы
В состав Музыкальной академии входят академические коллективы, которые позволяют студентам с первых дней обучения получать необходимую профессиональную практику.
- Симфонический оркестр (дирижёр Андрис Вецумниекс)
- Барочный оркестр Collegium Musicum Riga (дирижёр Марис Купчс)
- Оперная студия Figaro (руководитель Виестурс Гайлис)
- Смешанный хор (художественный руководитель Мартиньш Клишанс)
- Женский хор музыкально-педагогического отделения (художественный руководитель Арвидс Платперс)
- Вокальный ансамбль Luar (руководитель Лиене Батня)

## Здание академии
Здание Александровской мужской гимназии, в котором сегодня находится музыкальная академия, было построено в 1870—1875 годах архитектором Янисом Бауманисом в характерном для мастера стиле неоклассицизма. Является памятником архитектуры.